# Miriam Bulgaru
Miriam Bianca Bulgaru (Alba Iulia, 8 oktober 1998) is een tennisspeelster uit Roemenië. Bulgaru begon met tennis toen zij vijf jaar oud was. Haar favoriete ondergrond is hardcourt, maar zij behaalt haar beste resultaten op gravel. Zij speelt rechtshandig en heeft een tweehandige backhand. Zij is actief in het internationale tennis sinds 2014.

## Loopbaan

### Enkelspel
Bulgaru debuteerde in 2014 op het ITF-toernooi van Sibiu (Roemenië). Zij stond in 2016 voor het eerst in een finale, op het ITF-toernooi van Galați (Roemenië) – zij verloor van de Moldavische Alexandra Perper. In de week erna veroverde Bulgaru haar eerste titel, op het ITF-toernooi van Galați (Roemenië), door landgenote Oana Georgeta Simion te verslaan. Tot op heden(december 2024) won zij vijf ITF-titels, de meest recente in 2022 in Otočec (Slovenië).
In 2018 speelde Bulgaru voor het eerst op een WTA-hoofdtoernooi, op het toernooi van Boekarest, op basis van een wildcard. Pas op het WTA-toernooi van Makarska 2023 wist zij voor het eerst een WTA-partij van de hoofdtabel te winnen. Zij stond in 2024 voor het eerst in een WTA-finale, op het WTA 125-toernooi van Boekarest – hier veroverde zij haar eerste titel, door de Liechtensteinse Kathinka von Deichmann te verslaan.

### Dubbelspel
Bulgaru was in het dubbelspel minder actief dan in het enkelspel. Zij debuteerde in 2014 op het ITF-toernooi van Sibiu (Roemenië), samen met landgenote Iulia Maria Ivașcu. Zij stond in 2017 voor het eerst in een finale, op het ITF-toernooi van Sharm-el-Sheikh (Egypte), geflankeerd door landgenote Elena Bogdan – zij verloren van het Belgische duo Britt Geukens en Magali Kempen. In 2018 veroverde Bulgaru haar eerste titel, op het ITF-toernooi van Sant Cugat del Vallès (Spanje), samen met landgenote Nicoleta Dascălu, door het duo Andreea Roșca en Renata Zarazúa te verslaan. Tot op heden(december 2024) won zij drie ITF-titels, de meest recente in 2022 in Klosters (Zwitserland).
In 2018 speelde Bulgaru voor het eerst op een WTA-hoofdtoernooi, op het toernooi van Boekarest, samen met de Hongaarse Anna Bondár. Pas op het WTA-toernooi van Iași 2022 wist zij voor het eerst een WTA-partij van de hoofdtabel te winnen, aan de zijde van landgenote Ilona Georgiana Ghioroaie. Sindsdien heeft zij zich voornamelijk op het enkelspel geconcentreerd.

## Posities op deWTA-ranglijst
Positie per einde seizoen:
| jaar | rang enkelspel | rang dubbelspel |
| ---- | -------------- | --------------- |
| 2016 | 601            | 930             |
| 2017 | 548            | 908             |
| 2018 | 425            | 792             |
| 2019 | 374            | 413             |
| 2020 | 375            | 444             |
| 2021 | 405            | 404             |
| 2022 | 288            | 475             |
| 2023 | 200            | –               |

## Palmares
| Legenda                 |
| ----------------------- |
| Grandslamtoernooi       |
| Olympische Spelen       |
| Year-End Championships  |
| Premier Mandatory       |
| Premier Five / WTA 1000 |
| Premier / WTA 500       |
| International / WTA 250 |
| Challenger / WTA 125    |

### WTA-finaleplaatsen enkelspel
| nr.              | finale     | toernooi      | ondergrond | tegenstandster         | score         |         |
| ---------------- | ---------- | ------------- | ---------- | ---------------------- | ------------- | ------- |
| gewonnen finales |            |               |            |                        |               |         |
| 1.               | 2024-09-15 | WTA Boekarest | gravel     | Kathinka von Deichmann | 6-3, 1-6, 6-4 | details |
| verloren finales |            |               |            |                        |               |         |
| geen             |            |               |            |                        |               |         |

### Gewonnen ITF-toernooien enkelspel
| nr. | finale     | toernooi        | dotatie  | ondergrond | tegenstandster in finale | score    |
| --- | ---------- | --------------- | -------- | ---------- | ------------------------ | -------- |
| 1.  | 2016-05-29 | Galați          | $ 10.000 | gravel     | Oana Georgeta Simion     | 6-3, 6-1 |
| 2.  | 2017-09-24 | Varna           | $ 15.000 | gravel     | Cristina Adamescu        | 6-0, 7-6 |
| 3.  | 2018-07-01 | Curtea de Argeș | $ 15.000 | gravel     | Andreea Mitu             | 6-4, 7-5 |
| 4.  | 2021-02-07 | Antalya         | $ 15.000 | gravel     | Park So-hyun             | 6-2, 6-3 |
| 5.  | 2022-09-25 | Otočec          | $ 25.000 | gravel     | Paula Ormaechea          | 7-5, 6-4 |